# Менапии
Менапиите са белгийско племе от Северна Галия в предримско и римско време. Територията им според Страбон и Птолемей е разположена на устието на река Рейн и от там се разширява на юг по река Шелда. Тяхното civitas е Касел (Северна Франция).